# Setge de Gaza
El Setge de Gaza va tenir lloc al segle iv aC per Alexandre el Gran. En aquesta època Gaza era una ciutat important, cruïlla de camins entre el Mar Roig, Egipte i Síria. La ciutat es trobava al cim d'un turó situat aproximadament a 2 quilòmetres de la costa i estava defensada per una alta muralla.

## Antecedents
Després del setge de Tir, les úniques dificultats abans d'arribar a la satrapia d'Egipte eren les ciutats fortificades d'Acre i Gaza. Alexandre el Gran no va trobar resistència a Acre, pel que va poder penetrar en Palestina fins a arribar a Gaza.
El comandant persa de la ciutat de Gaza era l'eunuc Batis, que va aprovisionar la ciutat de soldats i queviures per a resistir un setge llarg, intentant tancar el pas a Egipte i donar temps a Darios III per a reorganitzar el seu exèrcit a la vall.

## Desenvolupament del setge
La situació de Gaza en un turó no va permetre als macedonis utilitzar directament les seves màquines de setge contra les muralles, per la qual cosa van haver de construir un terraplè a la part sud de la muralla.
Un cop acabat, van començar a utilitzar els ariets contra les muralles. Per evitar que els macedonis obrissin una bretxa a la muralla, els assetjats van fer una sortir i contraatacar ràpidament. Únicament una intervenció personal d'Alexandre va evitar que es perdessin les màquines de setge i es destruís el terraplè. En aquesta lluita, Alexandre va resultar ferit per un dard a l'espatlla.
Després d'aquest colp, els macedonis van desembarcar les màquines de setge que van utilitzar a Tir i van construir més terraplens. Atacant per diversos punts al mateix temps, els macedonis van aconseguir obrir bretxes en les muralles i llançar atacs per aquests punts febles. Els defensors van aconseguir rebutjar els primers atacs, però la situació es va tornar insostenible quan els hipaspistes (un cos d'infanteria semi-pesada) van aconseguir obrir les portes de la ciutat. Segons Quint Curci Ruf, Alexandre va lligar el cos del comandant persa Batis a un carro i va donar tombs per la ciutat conquerida, encara que aquest fet no el menciona ningú més.

## Conseqüències
Amb aquesta victòria Alexandre el Gran va obrir el camí cap a la conquesta de la satrapia d'Egipte.